# Planet Funk
Planet Funk är ett italienskt-brittiskt syntpop/rockgrupp. Deras mest kända låtar är Chase the Sun och Inside All the People.
I maj 2006 blev gruppen den första att släppa en singel enbart för mobiltelefonnedladdning när de släppte Stop Me via mobiloperatören 3.

## Medlemmar
- Sergio Della Monica
- Alex Neri
- Domenico GG Canu
- Marco Baroni
- Alessandro Sommella

### Gästsångare
Flera sångare har spelat in med gruppen som gästsångare.
- Dan Black
- Sally Doherty
- Raiz
- Almamegretta
- John Graham

## Diskografi
- 2002 – Non Zero Sumness
- 2005 – The Illogical Consequence
- 2006 – Static